# Elena Pirozhkova
Elena Pirozhkova (en rus: Елена Сергеевна Пирожкова, Ielena Serguéievna Pirojkova; 13 d'octubre de 1986), és una lluitadora estatunidenca d'origen rus de lluita lliure. Va participar en els Jocs Olímpics de Londres 2012 aconseguint el 14è lloc en la categoria de 63 kg. Vuit vegades va competir en Campionats Mundials, aconseguint quatre medalles, d'or en 2012. Va guanyar la medalla de plata en els Jocs Panamericans de 2011. Va obtenir set medalles en Campionat Panamericà, d'or en 2008, 2009, 2010 i 2016. Set vegades va representar al seu país en la Copa del Món, en 2013 classificant-se en la 2a posició. Primera en el Campionat Mundial Universitari de 2008 i 2010.